# Чернышёв, Алексей Андреевич
Алексе́й Андре́евич Чернышёв (род. 29 марта 1939) — советский и российский политический деятель, депутат Государственной Думы ФС РФ (1993—1999 гг.), губернатор Оренбургской области (1999—2010 гг.), член Совета Федерации ФС РФ (2010—2014 гг.).

## Биография
Родился 29 марта 1939 года в селе Рыбкино Новосергиевского района Оренбургской области. По национальности русский.

### Образование
Окончил Чкаловский техникум механизации и электрификации сельского хозяйства (ныне Оренбургский техникум механизации сельского хозяйства) в 1957 году, Оренбургский сельскохозяйственный институт по специальности «инженер-механик» в 1962 году, Академию общественных наук при ЦК КПСС в 1987 году.

### Трудовая и политическая деятельность
- 1962—1965 — заведующий ремонтными мастерскими совхоза «Советский» Оренбургской области.
- 1965—1973 — главный инженер-механик, начальник Акбулакского районного производственного управления сельского хозяйства.
- С марта 1973 года — на партийной работе, был первым секретарём Акбулакского райкома КПСС.
- 1978—1982 — начальник Оренбургского областного управления сельского хозяйства, первый заместитель председателя совета областного Агропрома.
- В марте 1983 года избран членом бюро обкома.
- 1983—1991 — секретарь, второй секретарь Оренбургского обкома КПСС.
- В 1990 году был избран народным депутатом РСФСР, членом Совета Республики Верховного Совета РСФСР, был членом, затем председателем Комитета по социальному развитию села, аграрным вопросам и продовольствию, входил во фракцию «Аграрный союз» и оппозиционный блок «Российское единство». После роспуска парламента осенью 1993 года был назначен на должность первого заместителя министра сельского хозяйства РФ.
- В декабре 1993 года был избран депутатом Государственной Думы Федерального собрания Российской Федерации I созыва, был председателем Комитета по аграрным вопросам.
- 1995—1999 — депутат Государственной Думы II созыва, член Аграрной депутатской группы, председатель Комитета по аграрным вопросам.
- В 1999 года на выборах губернатора Оренбургской области занял второе место в первом туре 19 декабря и победил во втором туре 26 декабря, набрав 53 % голосов избирателей.
- С января 2000 года по должности входил в состав Совета Федерации Федерального Собрания РФ, являлся членом Комитета по аграрной политике.
- В декабре 2001 года сложил полномочия члена Совета Федерации в связи с назначением в него представителя от администрации Оренбургской области в соответствии с новым порядком формирования верхней палаты российского парламента.
- 7 декабря 2003 года был во второй раз избран губернатором Оренбургской области, набрав 63,46 % голосов избирателей, участвовавших в голосовании (второе место занял представитель СПС, депутат Государственной Думы Олег Наумов — немногим более 10 % голосов).

С 19 июля 2004 по 16 марта 2005 — член президиума Государственного совета Российской Федерации.
- 15 июня 2005 года Законодательным Собранием Оренбургской области был наделён полномочиями главы администрации ещё на один срок (41 депутат проголосовал за внесённую Президентом РФ В. Путиным кандидатуру А. Чернышева, один воздержался).
- 15 июня 2010 года передал полномочия губернатора Оренбугской области Юрию Бергу[3].
- 17 июня 2010 года Юрий Берг заявил, что готовит назначение Алексея Чернышева представителем в Совете Федерации от правительства региона[4]. В сентябре 2014 года покинул пост в связи с истечением срока полномочий.

Автор более 100 опубликованных работ по проблемам аграрной политики. В мае 2002 года был избран секретарём президиума центрального совета Российского аграрного движения (РАД), учреждённого 25 мая 2002 года.

## Награды
- Орден «За заслуги перед Отечеством» III степени (14 июня 2010) — за заслуги перед государством и большой личный вклад в социально-экономическое развитие области[3][5][6]
- Орден «За заслуги перед Отечеством» IV степени (11 октября 2004) — за большой вклад в социально-экономическое развитие области и многолетнюю добросовестную работу[7]
- Орден Александра Невского (6 августа 2024) — за вклад в патриотическое воспитание молодёжи и активную общественную деятельность[8]
- два ордена Трудового Красного Знамени
- Орден «Знак Почёта»
- Медаль «В память 850-летия Москвы»
- Медаль «За доблестный труд. В ознаменование 100-летия со дня рождения Владимира Ильича Ленина»
- Медаль «За трудовую доблесть»
- Медаль «За укрепление парламентского сотрудничества» (17 апреля 2014, Межпарламентская ассамблея СНГ) — за особый вклад в развитие парламентаризма, укрепление демократии, обеспечение прав и свобод граждан в государствах — участниках Содружества Независимых Государств[9]
- Почётная грамота Совета МПА СНГ (27 ноября 2014, Межпарламентская ассамблея СНГ) — за активное участие в деятельности Межпарламентской Ассамблеи и её органов, вклад в укрепление дружбы между народами государств — участников Содружества Независимых Государств[10]
- Почётный гражданин города Оренбурга (2008)[11]
- Почётный гражданин Оренбургской области (27 марта 2019) — за значительный вклад в развитие Оренбургской области[12]
- Почётная грамота Кабинета Министров Украины (9 марта 2004) — за весомый вклад в укрепление сотрудничества между Украиной и Российской Федерацией в области сельского хозяйства и по случаю празднования 50-летия начала освоения целинных и залежных земель[13]

## Семейное положение
Женат, имеет дочь. Увлечения: историческая и профессиональная литература, труд в собственном саду и огороде, автомобиль, другие самоходные машины.